# Estación de Lago
Lago es una estación de la línea 10 del Metro de Madrid situada junto al lago de la Casa de Campo de Madrid. La estación fue inaugurada en 1961 con el primer tramo de la línea 10 entre Plaza de España y Carabanchel.

## Historia
La estación se encuentra en superficie aunque parcialmente en trinchera, ya que hacia el norte de la línea se mete en el túnel y hacia el sur sigue en superficie. Pertenece al antiguo F.C. Suburbano de Carabanchel a Chamartín de la Rosa, y fue abierta al público el 4 de febrero de 1961. En esta estación se puede apreciar todavía que tuvo andén central, a diferencia de la estación de Batán.

## Accesos
Vestíbulo Lago
- El Lago Puerta del Ángel (piscina municipal Casa de Campo)

## Líneas y conexiones

### Metro
| << cabecera                                          | < estación   | línea | estación > | cabecera >>    |
| ---------------------------------------------------- | ------------ | ----- | ---------- | -------------- |
| Hospital Infanta Sofía Cambio de tren en Tres Olivos | Príncipe Pío |       | Batán      | Puerta del Sur |